# Thomas Sauvage
Thomas-Marie-François Sauvage (París, 1794-ibídem, mayo de 1877) fue un dramaturgo, director de teatro y crítico francés.
Colaboró con Adolphe Adam, Albert Grisar, François Bazin, Napoléon Henri Reber y Ambroise Thomas. Asimismo, fue director del Teatro del Odéon desde 1827 hasta 1828.

### Citas
1. ↑  «Thomas Sauvage (1794-1877)» (en francés). Biblioteca Nacional de Francia. Consultado el 31 de julio de 2018.